# بيتر كونراد (أستاذ جامعي)
بيتر كونراد (بالإنجليزية: Peter Conrad)‏ هو أستاذ جامعي أسترالي، ولد في 1948 في هوبارت في أستراليا.